# Logister
Logister – układ cyfrowy przeznaczony do realizacji konkretnej funkcji, np. w systemach automatyki przemysłowej. Układ logistera był montowany z: tranzystorów (zwykle germanowych), rezystorów, kondensatorów itp.
Polutowane na płytkach drukowanych elementy były montowane w plastikowych obudowach i zalewane żywicą. Bardziej rozbudowane układy mogły zawierać kilka płytek połączonych przewodami. Logistery były używane w systemach automatyki przemysłowej.
Logistery były produkowano od 1964r.
Wyszły z użycia wraz z rozwojem układów scalonych.
W Polsce producentem logisterów były m.in. zakłady Fonica w Łodzi oraz Telpod w Krakowie (nadal w ofercie).